# Chalé de ferro do Campus Universitário do Guamá
O chalé de ferro do Campus Universitário do Guamá (também conhecido como Chalé da UFPA) é uma edificação residencial em estrutura pré-fabricada em ferro, instalada na cidade de Belém, no estado do Pará, no Brasil. Por sua importância histórico-cultural, foi tombado como patrimônio cultural do estado do Pará, pelo Departamento de Patrimônio Histórico Artístico e Cultural do Estado do Pará (DPHAC), em 1992.

## História
Durante a ascensão do Ciclo da Borracha no Pará, no início do século XX, as famílias burguesas possuíam residências suburbanas, afastadas do núcleo central e urbanizado de Belém, em localidades com ocupação mais rural. O objetivo dessas residências era servir como casas de veraneio ou de lazer de final de semana. Eram edificações de formas mais assobradadas ou de palacete, largamente inspiradas em modelos europeus, e admirados pela elite da borracha. Algumas delas possuíam torres e telhados adequados ao derretimento de neve, remetendo aos chalés existentes em climas frios e montanhosos.
São três os chalés remanescentes deste período, que constituem os "três únicos exemplares de arquitetura residencial pré-fabricada e importada" no Brasil: Chalé de Ferro da Antiga Residência de Eugênio da Silva Gaspar, Chalé de Ferro do Bosque Rodrigues Alves e Chalé de Ferro do Campus Universitário do Guamá.
Este Chalé de Ferro chegou a Belém após 1890 e estava montado em 1893, quando foi colocado à venda. Foi inaugurado no Campus Universitário do Guamá em 11 de Janeiro de 1992.

## Arquitetura
O Chalé de Ferro do Campus Universitário do Guamá é um dos três chalés construídos no final do século XIX para habitação de técnicos e engenheiros de empresas inglesas. Ficava localizado às margens da Estrada de Bragança, às proximidades do Largo de São Brás. Foi construído com três mil peças pré-fabricada de metal produzidas por Walter Mc Farlane, empresa belga, em sistema Danly. Os imóveis eram escolhidos em catálogos, suas estruturas em módulos de ferro eram importadas e instaladas de forma muito rápida, em tempo recorde; sendo "as primeiras construções pré-fabricadas bem sucedidas, com durabilidade comprovada". "toda a sua estrutura portante e de coberta é constituída de ferro, assim, como o telhado; o assoalho do pavimento superior, os forros, as portas e as janelas são em madeira".
Dos três chalés remanescentes, é único com dois pavimentos totalmente em ferro. Seu uso variou ao longo dos anos:
- 1893 - residência do Senador Álvaro Adolfo e de sua família,
- 1898 - propriedade de Gustav Grüner,
- 1963 - alugado pela UFPA,
- propriedade do clube Monte Líbano,
- 1981 - entregue ao arquiteto Euler Arruda como pagamento pelo projeto da sede social do clube.

## Tombamento
O Chalé de Ferro do Campus Universitário do Guamá foi tombado como patrimônio cultural do estado do Pará, pelo DPHAC, em 24 de janeiro de 1992.